# Koczargi Nowe
Koczargi Nowe – wieś w Polsce położona w województwie mazowieckim, w powiecie warszawskim zachodnim, w gminie Stare Babice. Ma status sołectwa.
Koczargi Nowe są bezpośrednio połączone z Bemowem linią autobusową 719. Ponadto kursuje również linia 96 organizowana przez Grodziskie Przewozy Autobusowe od grudnia 2024.
Wieś znajduje się przy drodze wojewódzkiej nr 580 z Warszawy przez Leszno do Żelazowej Woli i Sochaczewa.
Nazwa wsi pochodzi od staropolskiego słowa "koczerga" co oznaczało ostrze sierpa lub kosy.
W latach 1954–1959 wieś należała i była siedzibą władz gromady Koczargi Nowe, po jej zniesieniu w gromadzie Babice Stare. W latach 1975–1998 miejscowość administracyjnie należała do województwa warszawskiego.